# Tunnel van Godinne
De tunnel van Godinne is een korte spoortunnel in Godinne, een deelgemeente van Yvoir. De tunnel heeft een lengte van 81 meter en bevindt zich in spoorlijn 154 (Namen - Givet) langs de oostelijke oever van de Maas.